# غارث دنيس
غارث دنيس (بالإنجليزية: Garth Dennis)‏ هو موسيقي جامايكي، ولد في 2 ديسمبر 1949 في جامايكا.